# Cinémathèque de Nice
 (février 2021).
La Cinémathèque de Nice est une institution créée en 1976 consacrée à la mémoire du cinéma. Son objectif est de faire découvrir  au public des films du patrimoine cinématographique mondial.
Ses activités se développent au sein de quatre départements : la diffusion, la conservation, l’éducation à l’image et l’édition. 
Depuis 1991, elle est un établissement culturel sous régie municipale, et est dirigée par la Direction du Cinéma de la Ville de Nice.
Installée dans l’Acropolis, palais des congrès du centre de Nice, la salle de projection de la Cinémathèque peut accueillir 250 spectateurs. Elle est équipée pour la projection de films au format numérique actuel (Digital Cinema Package) ainsi que de films argentiques aux formats 8mm, 9,5mm, 16mm, Super 16, 35mm et 70mm.

## Histoire
La Cinémathèque de Nice a été créée le 13 juillet 1976 par Odile Chapel en collaboration avec Henri Langlois, l’un des artisans fondateurs de la Cinémathèque française, et en présence de l’acteur et réalisateur Dennis Hopper.
Elle était située dans l’actuel Théâtre Francis Gag dans le quartier du Vieux Nice, où se tenait le ciné-club du cinéaste Jean Vigo créé en 1928.
Elle est déplacée au Palais des Congrès Acropolis du centre-ville de Nice en 1984. 
Elle est au départ une délégation permanente de la Cinémathèque française. Elle devient une association en 1981. Son statut juridique est devenu en 1991 un établissement culturel sous régie municipale.
À l’occasion de la célébration du centenaire de la naissance du cinématographe, la Cinémathèque de Nice a organisé, en avril 1996, un colloque réunissant l’ensemble des cinémathèques réparties sur le territoire français. Elle a le soutien du Centre National du Cinéma et de l'image animée. À l'issue de ce colloque, est créé la Fédération des Cinémathèques et Archives de Films de France (FCAFF).
Depuis juillet 2005, la Cinémathèque de Nice est membre associé de la Fédération Internationale des Archives du Film (FIAF). Cette fédération a pour objectif de faciliter les échanges internationaux de films et documents sur l’histoire et l’art cinématographique.
De novembre 2017 à juillet 2020, la Cinémathèque de Nice a été dirigée par Guillaume Poulet, ancien directeur de la Cinémathèque de Grenoble.
Depuis le 1er février 2021, la Cinémathèque de Nice est dirigée par Maryam Rousta-Giroud, directrice du Cinéma et des Studios de la Victorine à la Ville de Nice.
La Cinémathèque de Nice attire environ 50 000 spectateurs par an.

## Activité

### Diffusion
La Cinémathèque de Nice programme 350 à 400 films par an. La programmation est conçue autour de plusieurs axes : des cycles consacrés à un réalisateur, un comédien, un genre cinématographique, un courant esthétique ou un pays ; des films "classiques" marquants du patrimoine cinématographique ; des films récents qui ont, pour des raisons économiques, disparu rapidement de l’exploitation commerciale ; des séances pour le jeune public ; des séances « Improbables! » consacrées au cinéma de genre ou à regarder au deuxième degré.
La Cinémathèque organise également des événements ouvrant un échange autour des œuvres, généralement en présence de cinéastes nationaux ou internationaux, de critiques ou d’historiens du cinéma
Parmi ces événements, on peut citer les Avant-premières en présence des membres de l’équipe du film  : la Cinémathèque a, entre autres, accueilli des personnalités comme Sir Richard Attenborough, Géraldine Chaplin, David Lynch, Pierre Schoendoerffer, John Boorman, Michael Cimino, Patrice Leconte, Milos Forman, Emmanuelle Béart, Daniel Auteuil, Peter Weir, Mickey Rourke, Fanny Ardant, Morgan Freeman, Charlotte Gainsbourg et Jean-Jacques Annaud, Guy Pearce, Philippine Leroy-Beaulieu, Jean-Claude Dreyfus, Naomi Kawase, ou encore Sébastien Lifshitz pour la présentation de leurs films
Il y a également les Master Class : la Cinémathèque invite régulièrement un réalisateur, une réalisatrice, un comédien ou une comédienne pour une rencontre avec le public et propose une rétrospective de son œuvre. Dans le cadre de ces Master Class, la Cinémathèque a accueilli Jacques Tati, Sydney Pollack, Claude Sautet, Ken Loach, Bertrand Blier, Arthur Penn, Agnès Varda, Henri Colpi, Stanley Donen, Tony Curtis, Danièle Thompson, Claudia Cardinale, Jean-Paul Rappeneau, Peter Greenaway, Andrzej Zulawski, Bertrand Tavernier, Christiane Kubrick, Robert De Niro, Ettore Scola, Pavel Lounguine, Costa-Gavras, Benoît Jacquot, Michèle Mercier, István Szabó, Stephen Frears, Marina Vlady, Mylène Demongeot, Claude Lelouch, Alexandre Sokourov, Nicolas Winding Refn, John Lynch, Naomi Kawase, Sébastien Lifshitz ou encore Jean-François Laguionie.
Pendant dix ans, de 2009 à 2019, le critique, historien, cinéaste et enseignant de cinéma Jean Douchet a animé un ciné-club mensuel. Il choisissait et présentait un film mémorable de l'histoire du cinéma, suivi d’une analyse critique.

### Conservation
La Cinémathèque de Nice fait l'objet de nombreux dépôts de films. Ses choix de conservation ne se basent pas uniquement sur un jugement d'ordre esthétique mais suit le principe d’Henri Langlois qui revendiquait le fait d’« essayer de tout conserver, de tout sauver, de tout maintenir, de renoncer à jouer à l’amateur de classiques ».
La Cinémathèque vise également l'objectif de constituer la mémoire audiovisuelle de Nice et de sa région. Pour cela, elle récolte des films amateurs de famille ou de voyages.
La Cinémathèque référencie plus de 8 800 films, professionnels ou amateurs, dans ses collections.
En outre, la Cinémathèque suit une politique de conservation de documents non-films (affiches, dossiers de presse, photographies, documents de tournages, appareils de projection, etc.). Elle recense plus de 78 900 documents non-films dans ses collections.

### Éducation à l'image

#### Activités scolaires
La cinémathèque est partenaire de l’Éducation nationale ; elle  accueille gratuitement tout au long de l’année les élèves des écoles maternelles et primaires de la ville de Nice ; elle propose des initiations à l’apprentissage du langage cinématographique, à travers des projections de films de patrimoine, ainsi que des ateliers d’initiation au cinéma d’animation.
Créé en 1987, en collaboration avec le réalisateur Henri Gruel, l’atelier du film d’animation de la cinémathèque de Nice veut sensibiliser les enfants à la lecture et à l'écriture du langage cinématographique. Il leur permet de s’initier aux différentes étapes de la réalisation d’un dessin animé (écriture du synopsis, réalisation du story-board, création des personnages et des décors, prises de vue, montage et sonorisation).
En 2017, la cinémathèque a accueilli près de 15 300 élèves dans le cadre scolaire.

#### Hors temps scolaire
La Cinémathèque de Nice propose également des séances hebdomadaires à l’attention des plus jeunes cinéphiles ; elle organise des ateliers du film d’animation le mercredi et pendant les vacances scolaires. Des ateliers du films d’animation sont également organisés dans le secteur hospitalier.
La Cinémathèque participe à l’événement annuel Ciné Récré, une fête du cinéma à l’attention du jeune public. Elle est organisée conjointement par la Ville de Nice et toutes les salles d’exploitation locales.

### Édition
La Cinémathèque de Nice édite un certain nombre de documents. La revue Ciné Nice, rédigée par des historiens, journalistes et critiques, aborde les thèmes proposés par la programmation, des entretiens avec des cinéastes, scénaristes ou comédiens, des dossiers sur un courant cinématographique, l’analyse d’un film ou un regard sur l’histoire du cinéma à Nice.
À l’occasion des Master Class organisées par la Cinémathèque, une plaquette monographique consacrée au cinéaste est publiée.